# Canton de Belpech
Le canton de Belpech est une ancienne division administrative française située dans le département de l'Aude.

## Géographie
Ce canton était organisé autour de Belpech dans l'arrondissement de Carcassonne. Son altitude variait de 226 m (Molandier) à 455 m (Lafage) pour une altitude moyenne de 277 m.

## Représentation

### Conseillers généraux de 1833 à 2015
| Période | Période      | Identité                                                      | Étiquette           | Qualité |
| ------- | ------------ | ------------------------------------------------------------- | ------------------- | --- |
| 1833    | 1839         | Guillaume Rigaud aîné                                         |                     | Propriétaire Maire de Villepinte                                                                                       |
| 1839    | 1848         | Jean-Pierre Sicard                                            |                     | Notaire Maire de Belpech                                                                                               |
| 1848    | 1848         | Jean-François Solier                                          | Républicain libéral | Propriétaire agriculteur à Castelnaudary Député (1848→1849)                                                            |
| 1848    | 1852         | Jean-Pierre Sicard                                            |                     | Notaire à Belpech |
| 1852    | 1864         | Jean-Baptiste Abel Laffont                                    |                     | Propriétaire et notaire à Belpech                                                                                      |
| 1864    | 1870         | Joseph Germain Galinier (1814-1888)                           |                     | Colonel d'état-major, natif de Belpech                                                                                 |
| 1870    | 1895 (décès) | Henri de Rocous de Cahuzac                                    | Droite              | Propriétaire Maire de Cahuzac                                                                                          |
| 1895    | 1901         | Clément Marty                                                 | Droite              | Avocat au Barreau de Toulouse                                                                                          |
| 1901    | 1907         | Pierre Louis de Ferrier du Châtelet (1876-1959)               | Républicain rallié  | Propriétaire à Belpech                                                                                                 |
| 1907    | 1919         | Etienne de Rocous de Cahuzac (1860-1922, fils d'H.de Cahuzac) | Conservateur        | Propriétaire Maire de Cahuzac, conseiller d'arrondissement                                                             |
| 1919    | 1940         | Laurent Rogues (1868-1964)                                    | Rad.                | Directeur de l'école publique de Belpech                                                                               |
|         |              |                                                               |                     | |
| 1942    | 1945         | Louis Cathala                                                 | Républicain         | Conseiller d'arrondissement Nommé conseiller départemental en 1942                                                     |
|         |              |                                                               |                     | |
| 1945    | 1955         | Laurent Rogues                                                | Rad.                | Directeur de l'école publique de Belpech                                                                               |
| 1955    | 1961         | René Sarda                                                    | SFIO                | Ancien résistant Maire de Pech-Luna                                                                                    |
| 1961    | 1985         | Georges Canal (1908-1992)                                     | MRP puis DVD        | Ancien résistant Maire de Belpech (1959→1983)                                                                          |
| 1985    | 2015         | Julien Mario                                                  | RPR puis DVD-UMP    | Enseignant Maire de Belpech (1983→2008) Président de la communauté de communes du Garnaguès et de la Piège (2000→2013) |

### Conseillers d'arrondissement (de 1833 à 1940)
Le canton de Belpech avait deux conseillers d'arrondissement.
| Période                                  | Période      | Identité                                                      | Étiquette    | Qualité |
| ---------------------------------------- | ------------ | ------------------------------------------------------------- | ------------ | --- |
| 1833                                     | 1845         | Paul Barrié (1794-1873)                                       |              | Boulanger, propriétaire, juge de paix à Belpech                                                             |
| 1833                                     | 1839         | Jean Baptiste Laffont                                         |              | Maire de Belpech                                                                                            |
| 1839                                     | 1848         | M. Masson                                                     |              | Propriétaire à Saint-Sernin                                                                                 |
| 1845                                     | 1848         | Baptiste Laffin                                               |              | Juge de paix                                                                                                |
|                                          |              |                                                               |              | |
| 1889                                     | 1895         | Bernard Rouanet                                               | Républicain  | Propriétaire à Plaigne                                                                                      |
| 1895                                     |              | Joachim Malleville                                            | Républicain  | Propriétaire à Molandier                                                                                    |
| 1898                                     | 1910         | Maurice Marty                                                 | Républicain  | Propriétaire à Belpech                                                                                      |
| 1904                                     | 1907         | Etienne de Rocous de Cahuzac (1860-1922, fils d'H.de Cahuzac) | Conservateur | Propriétaire, maire de Cahuzac                                                                              |
|                                          |              |                                                               |              | |
| 1922                                     |              | Paul Rouquet                                                  | Conservateur | |
| 1931                                     |              | H. Gélade                                                     | Radical      | Ordonnateur de l'hospice, conseiller municipal de Belpech                                                   |
|                                          | 1936 (décès) | Julien Raynier (1888-1936)                                    | Radical      | Médecin, inspecteur général des services administratifs du Ministère de l'Intérieur, Belpech                |
| 1936                                     | 1940         | Louis Cathala                                                 | Républicain  | |
| 1940                                     |              |                                                               |              | Les conseils d'arrondissement ont été suspendus par la loi du 12 octobre 1940 et n'ont jamais été réactivés |
| Les données manquantes sont à compléter. |              |                                                               |              | |

## Composition
Le canton de Belpech regroupait douze communes
| Nom                   | Code Insee | Intercommunalité                  | Superficie (km2) | Population (dernière pop. légale) | Densité (hab./km2) |
| --------------------- | ---------- | --------------------------------- | ---------------- | --------------------------------- | ------------------ |
| Belpech (chef-lieu)   | 11033      | CC Piège-Lauragais-Malepère       | 42,46            | 1 299 (2014)                      | 31                 |
| Cahuzac               | 11057      | CC Piège-Lauragais-Malepère       | 3,04             | 35 (2014)                         | 12                 |
| Lafage                | 11184      | CC Piège-Lauragais-Malepère       | 12,71            | 87 (2014)                         | 6,8                |
| Mayreville            | 11226      | CC Castelnaudary Lauragais Audois | 8,17             | 74 (2014)                         | 9,1                |
| Molandier             | 11236      | CC Piège-Lauragais-Malepère       | 19,84            | 235 (2014)                        | 12                 |
| Pécharic-et-le-Py     | 11277      | CC Piège-Lauragais-Malepère       | 5,77             | 28 (2014)                         | 4,9                |
| Pech-Luna             | 11278      | CC Piège-Lauragais-Malepère       | 6,57             | 93 (2014)                         | 14                 |
| Peyrefitte-sur-l'Hers | 11283      | CC Castelnaudary Lauragais Audois | 6,47             | 75 (2014)                         | 12                 |
| Plaigne               | 11290      | CC Piège-Lauragais-Malepère       | 13,19            | 112 (2014)                        | 8,5                |
| Saint-Amans           | 11331      | CC Piège-Lauragais-Malepère       | 8,16             | 64 (2014)                         | 7,8                |
| Saint-Sernin          | 11365      | CC Piège-Lauragais-Malepère       | 6,53             | 39 (2014)                         | 6                  |
| Villautou             | 11419      | CC Piège-Lauragais-Malepère       | 5,97             | 61 (2014)                         | 10                 |

## Démographie
| 1962  | 1968  | 1975  | 1982  | 1990  | 1999  | 2006  | 2011  | 2012  |
| ----- | ----- | ----- | ----- | ----- | ----- | ----- | ----- | ----- |
| 2 540 | 2 358 | 2 050 | 1 987 | 2 027 | 2 038 | 2 116 | 2 232 | 2 241 |